# گرموچوی
گرموچوی (به لاتین: Gremuchy) یک منطقهٔ مسکونی در روسیه است که در استان آستراخان واقع شده‌است.